# Parkowa (Wzgórza Niemczańsko-Strzelińskie)
Parkowa – wzgórze (183,9 m n.p.m.) w południowo-zachodniej Polsce, we Wzgórzach Strzelińskich, na Przedgórzu Sudeckim.
Do 1945 r. stosowano niemiecką nazwę wzgórza Marien-Berg. W 1954 r. ustalono urzędowo polską nazwę Parkowa.